# Michele Di Gregorio
Michele Di Gregorio (Milán, 27 de julio de 1997) es un futbolista italiano que juega como portero y su equipo es la Juventus F. C. de la Serie A de Italia.

## Trayectoria

### Inter de Milán
Empezó a jugar en las juveniles del Inter de Milán.
El 12 de julio de 2017, Di Gregorio y Alessandro Mattioli fueron fichados por el A. C. Renate de la Serie C a préstamo por una temporada. El 30 de julio hizo su debut profesional en la Copa Italia, en la victoria por 3-1 ante el Siracusa. El 3 de septiembre hizo su debut en la Serie C  y mantuvo su primera portería a cero en la victoria por 3-0 en casa ante el Padova. terminó la temporada jugando 38 partidos. 
El 4 de julio de 2018, se anunció que fue cedido al U. S. Avellino de la Serie B.  Sin embargo, no jugó ningún partido y se canceló el préstamo. El 24 de agosto de 2018 fue cedido al Novara Calcio. El 30 de septiembre hizo su debut en la Serie C con el Novara en el empate 1-1 ante la Juventus B. El 12 de diciembre fue expulsado al minuto 90 en el empate ante el U. S. Alessandria 1912.
El 10 de julio de 2019 fue cedido al Pordenone Calcio de la Serie B. El 13 de septiembre mantuvo la portería a cero en la victoria por 1-0 ante la Spezia Calcio .
Término la temporada jugando 35 partidos y ayudó al equipo a llegar a las semifinales de los play-offs de ascenso, sin embargo fueron eliminados ante el Frosinone Calcio. 

### A. C. Monza
El 27 de agosto de 2020, fue cedido para la temporada 2020-21 al recién ascendido Monza de la Serie B. Tras 31 partidos con el Monza renovó la cesión el 29 de junio de 2021, por un año con obligación de compra y opción de recompra para el Inter. Tras el ascenso de Monza a la Serie A el 29 de mayo de 2022, se activó la cláusula de obligación de compra.
Debutó en la Serie A el 13 de agosto, en la derrota por 2-1 ante el Torino F. C.
En julio de 2024 fue cedido por una temporada a la Juventus F. C. a cambio de 4.5 millones de euros y con una opción de compra de 13.5 millones.

## Selección nacional
Representó a Italia en la categoría sub-17. El 19 de febrero de 2014, hizo su debut como suplente reemplazando a Emil Audero en el minuto 59 de la victoria en casa por 6-0 ante Hungría sub-17.

## Estadísticas

### Clubes
Actualizado al último partido disputado el 1 de diciembre de 2024.
| Club                       | Div.          | Temporada     | Liga  | Liga  | Copas nacionales | Copas nacionales | Copas internacionales | Copas internacionales | Total | Total |
| Club                       | Div.          | Temporada     | Part. | Goles | Part.            | Goles            | Part.                 | Goles                 | Part. | Goles |
| -------------------------- | ------------- | ------------- | ----- | ----- | ---------------- | ---------------- | --------------------- | --------------------- | ----- | ----- |
| A. C. Renate · Italia      | 3.ª           | 2017-18       | 33    | 0     | 3                | 0                | —                     | —                     | 36    | 0     |
| A. C. Renate · Italia      | Total club    | Total club    | 33    | 0     | 3                | 0                | 0                     | 0                     | 36    | 0     |
| Novara Calcio · Italia     | 3.ª           | 2018-19       | 30    | 0     | —                | —                | —                     | —                     | 30    | 0     |
| Novara Calcio · Italia     | Total club    | Total club    | 30    | 0     | 0                | 0                | 0                     | 0                     | 30    | 0     |
| Pordenone Calcio · Italia  | 2.ª           | 2019-20       | 33    | 0     | —                | —                | —                     | —                     | 33    | 0     |
| Pordenone Calcio · Italia  | Total club    | Total club    | 33    | 0     | 0                | 0                | 0                     | 0                     | 33    | 0     |
| A. C. Monza · Italia       | 2.ª           | 2020-21       | 27    | 0     | 2                | 0                | —                     | —                     | 29    | 0     |
| A. C. Monza · Italia       | 2.ª           | 2021-22       | 37    | 0     | 1                | 0                | —                     | —                     | 38    | 0     |
| A. C. Monza · Italia       | 1.ª           | 2022-23       | 37    | 0     | —                | —                | —                     | —                     | 37    | 0     |
| A. C. Monza · Italia       | 1.ª           | 2023-24       | 33    | 0     | 1                | 0                | —                     | —                     | 34    | 0     |
| A. C. Monza · Italia       | Total club    | Total club    | 134   | 0     | 4                | 0                | 0                     | 0                     | 138   | 0     |
| Juventus de Turín · Italia | 1.ª           | 2024-25       | 10    | 0     | 0                | 0                | 4                     | 0                     | 14    | 0     |
| Juventus de Turín · Italia | Total club    | Total club    | 10    | 0     | 0                | 0                | 4                     | 0                     | 14    | 0     |
| Total carrera              | Total carrera | Total carrera | 240   | 0     | 7                | 0                | 4                     | 0                     | 251   | 0     |